# Verkhniaïa Toïma

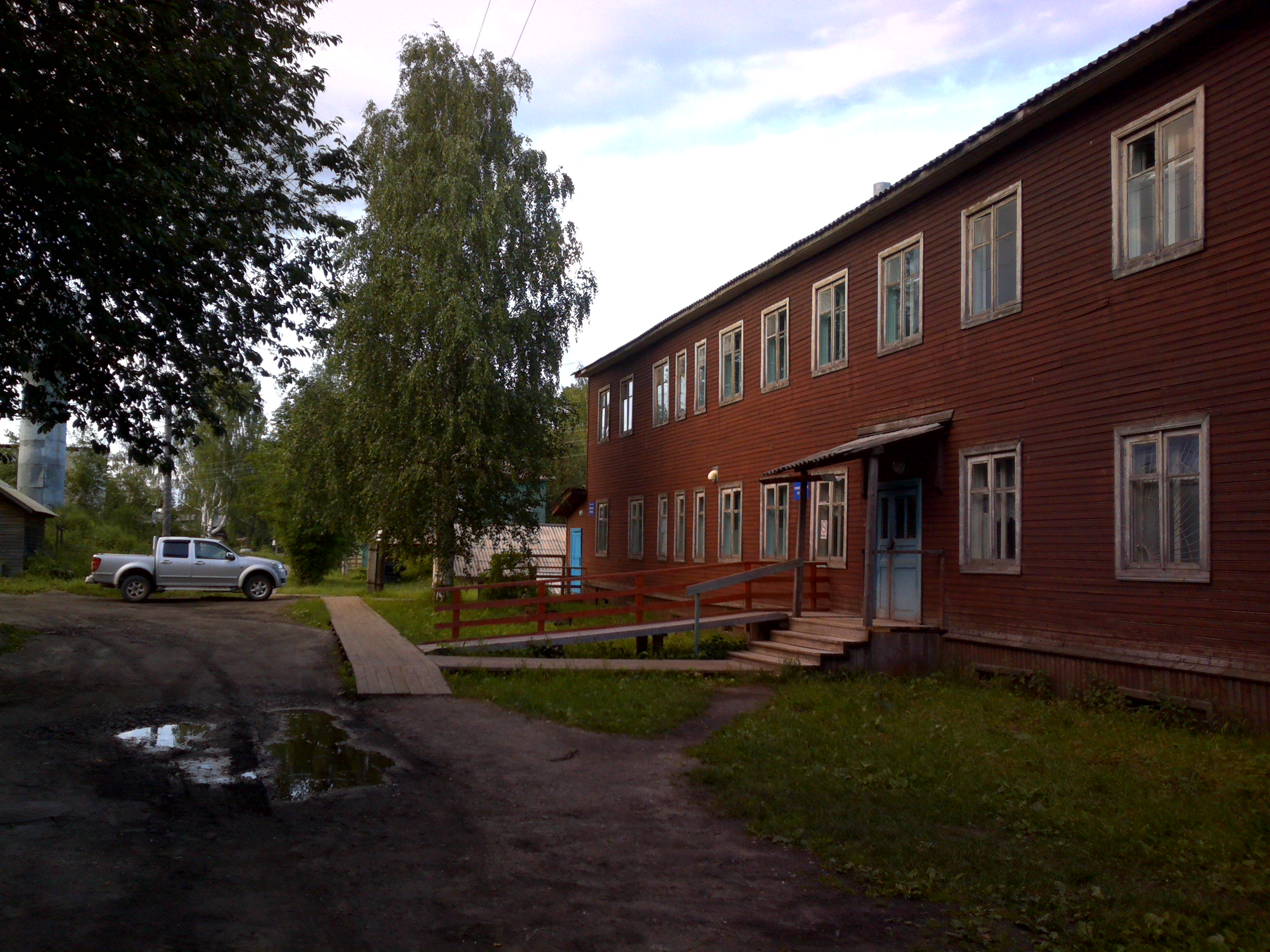
Bâtiment administratif.

Verkhniaïa Toïma (Ве́рхняя То́йма) est un village en Russie situé dans l'oblast d'Arkhanguelsk. C'est le centre administratif du raïon de Verkhniaïa Toïma et de la commune rurale de Verkhniaïa Toïma. 

## Géographie
Le village se trouve entre Kotlas (160 km) et Arkhanguelsk (457 km), sur la rive droite de la Dvina septentrionale, à la confluence de la rivière Verkhniaïa Toïma.

## Histoire
Le village est mentionné en 1137 comme l'un des nombreux points de collecte de taxes sous forme de fourrure, qui était accumulée ici pour être envoyée à Novgorod sous protection.
En 1478, il passe sous la souveraineté de la Moscovie. Il devient en 1552 le cœur d'une volost avec une isba pour le zemstvo (assemblée paysanne) à sa tête. Initialement, la volost fait partie du quartier Podvinskaïa de l'ouïezd de Vajsk, puis sous le gouvernement de Vologda. Les paysans étaient dits « du Palais » jusqu'en 1797 car ils étaient sous la juridiction du Palais de Moscou. Ensuite, ils furent libres jusqu'en 1917. L'endroit était connu comme un point de commerce, lié aux marchés de Veliki Oustioug, Solvytchegodsk, Krasnoborsk et d'autres villes. 
Avant la révolution de 1917, le village possédait une église, une clinique rurale, une école paroissiale, une école moyenne de deux classes, la maison de l'administration de la volost et de la communauté paysanne, vingt et une échoppes, deux auberges, trois maisons de thé, trois fours à pain et de grandes maisons de bois, dont les plus remarquables étaient celle du chef du zemtsvo, du domaine, du prêtre, des malteurs, et des familles des marchands Mokeïev, Fefilatiev, Chmoninine, etc. C'était aussi un village où on envoyait en exil les opposants au régime. 
Il y eut des affrontements dans les environs à l'époque de la Guerre civile russe. 

## Démographie
| Nombre d'habitants | Nombre d'habitants | Nombre d'habitants | Nombre d'habitants | Nombre d'habitants | Nombre d'habitants |
| 1959               | 1970               | 1979               | 1989               | 2002               | 2010               |
| ------------------ | ------------------ | ------------------ | ------------------ | ------------------ | ------------------ |
| 1420               | 3028               | 4009               | 4430               | 3940               | 3462               |

## Culture
Le village possède un petit musée régional montrant des documents et des matériaux sur l'histoire du village et des environs, avec des objets anciens de la vie d'autrefois (vêtements, instruments, etc.) Des festivals et diverses expositions sont organisées régulièrement.
Depuis plusieurs décennies, le village organise des concours de chorales. Verkhniaïa Toïma possède sa propre chorale populaire. Depuis 2008, deux journées littéraires sont organisées chaque année, consacrées à une femme de lettres née au village, Olga Fokina. Le journal local Zaria est imprimé ici.

## Sport
Le village possède sa propre équipe enfantine de hockey-bandy Zaria.

## Économie
Le village emploie nombre d'habitants dans une usine de transformation de viande et une fabrique de pain. La sylviculture est aussi importante dans ce domaine.

## Transport
Un bateau traverse la Dvina septentrionale en été pour atteindre la rive gauche. En hiver, lorsque le fleuve est gelé, un chemin est balisé sur le fleuve. Pendant les semaines de débâcle ou de prise de glace il est impossible de traverser. Des petites croisières touristiques fonctionnent pendant les mois de juin-juillet sur le fleuve.

## Climat
Le mois le plus froid est janvier avec une température moyenne de -14,8° (minimum -45,2°, maximum 5,2°). On a enregistré une température minimum absolue de -48° en février. Le mois le plus chaud est juillet avec une température moyenne de 17° (minimum 0°, maximum 33,7°). Les précipitations les plus importantes ont lieu de mai à octobre avec 67mm en août (585 mm/an). 

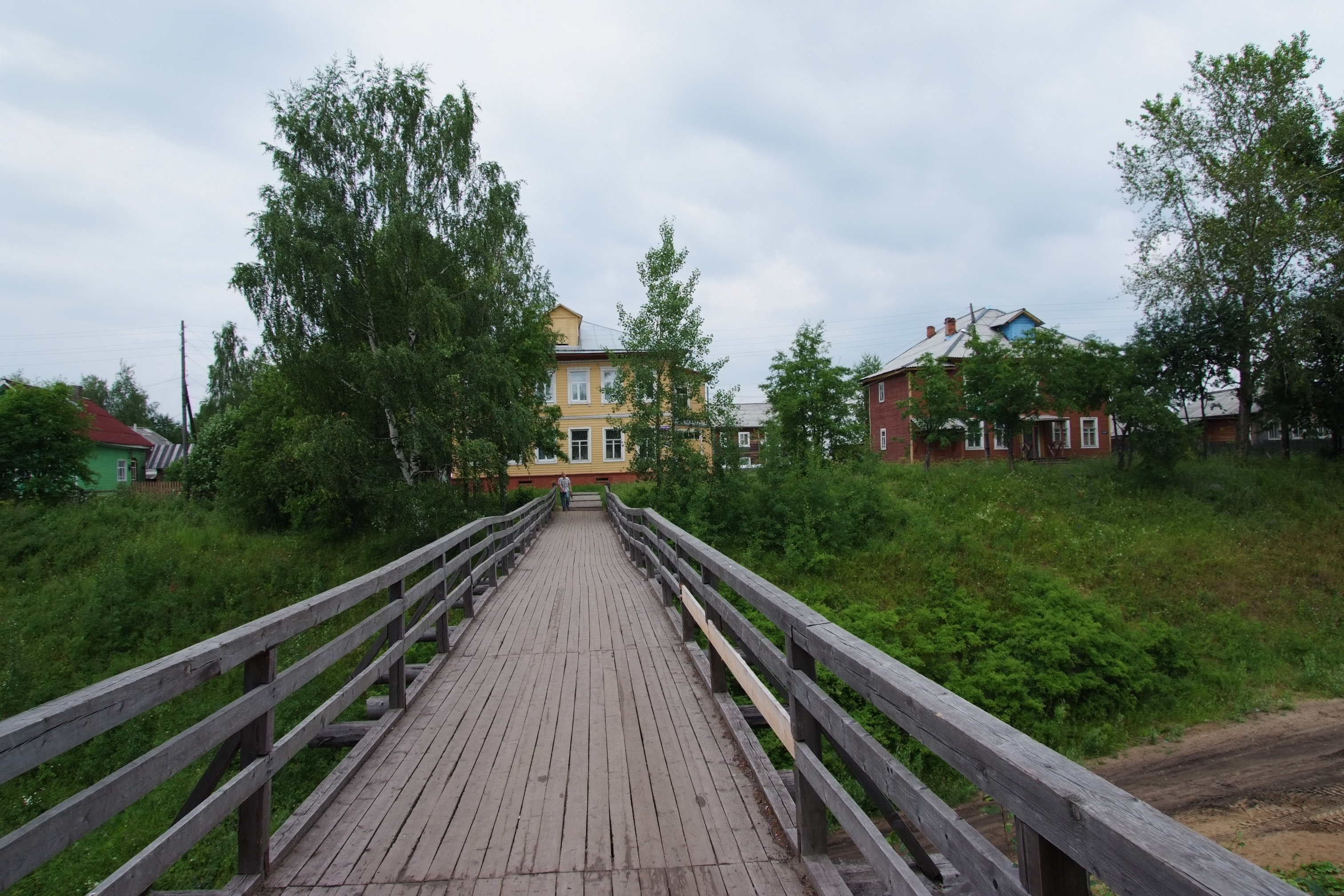
Pont au-dessus d'un ravin menant à la rédaction du journal local
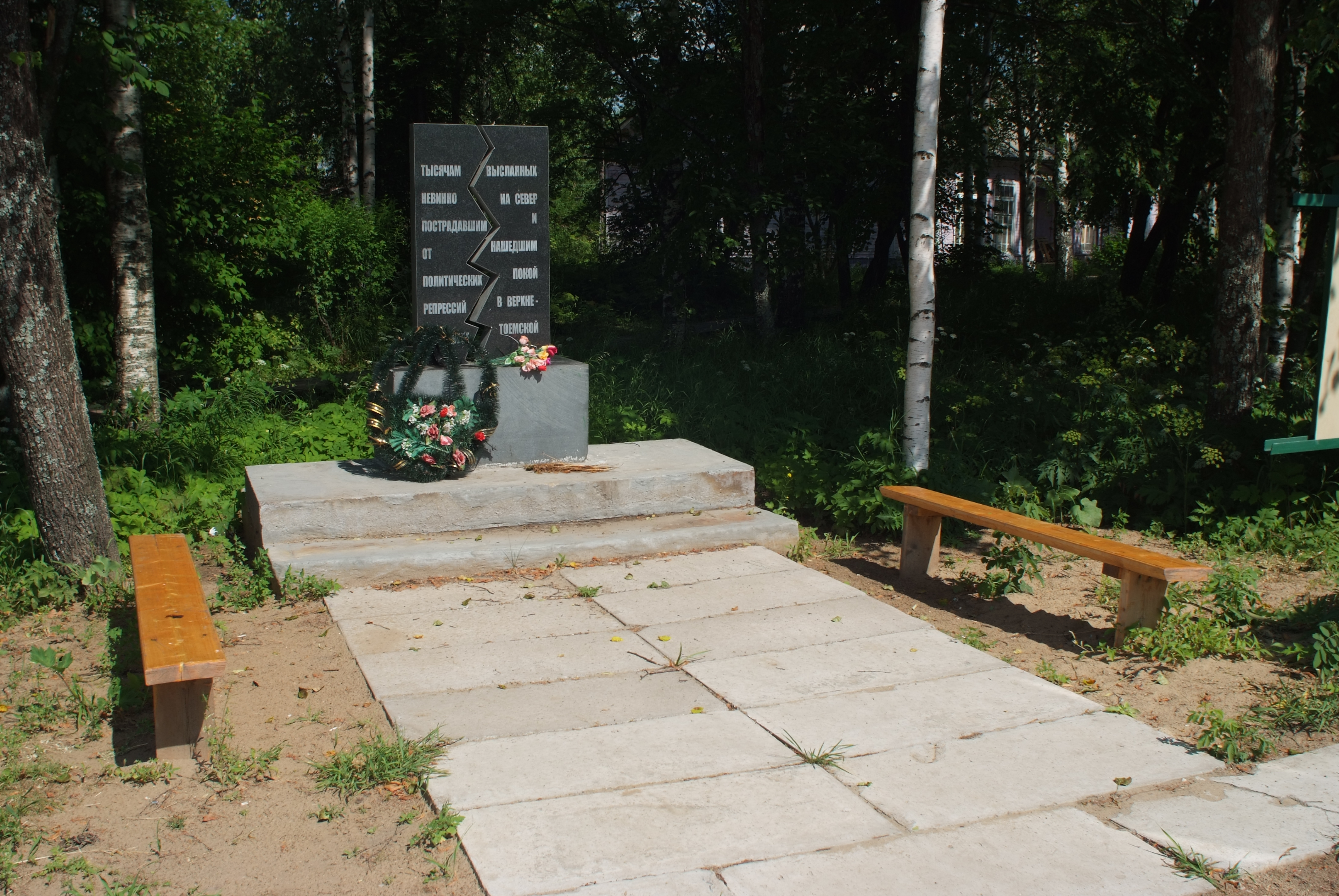
Monument aux victimes de la répression politique
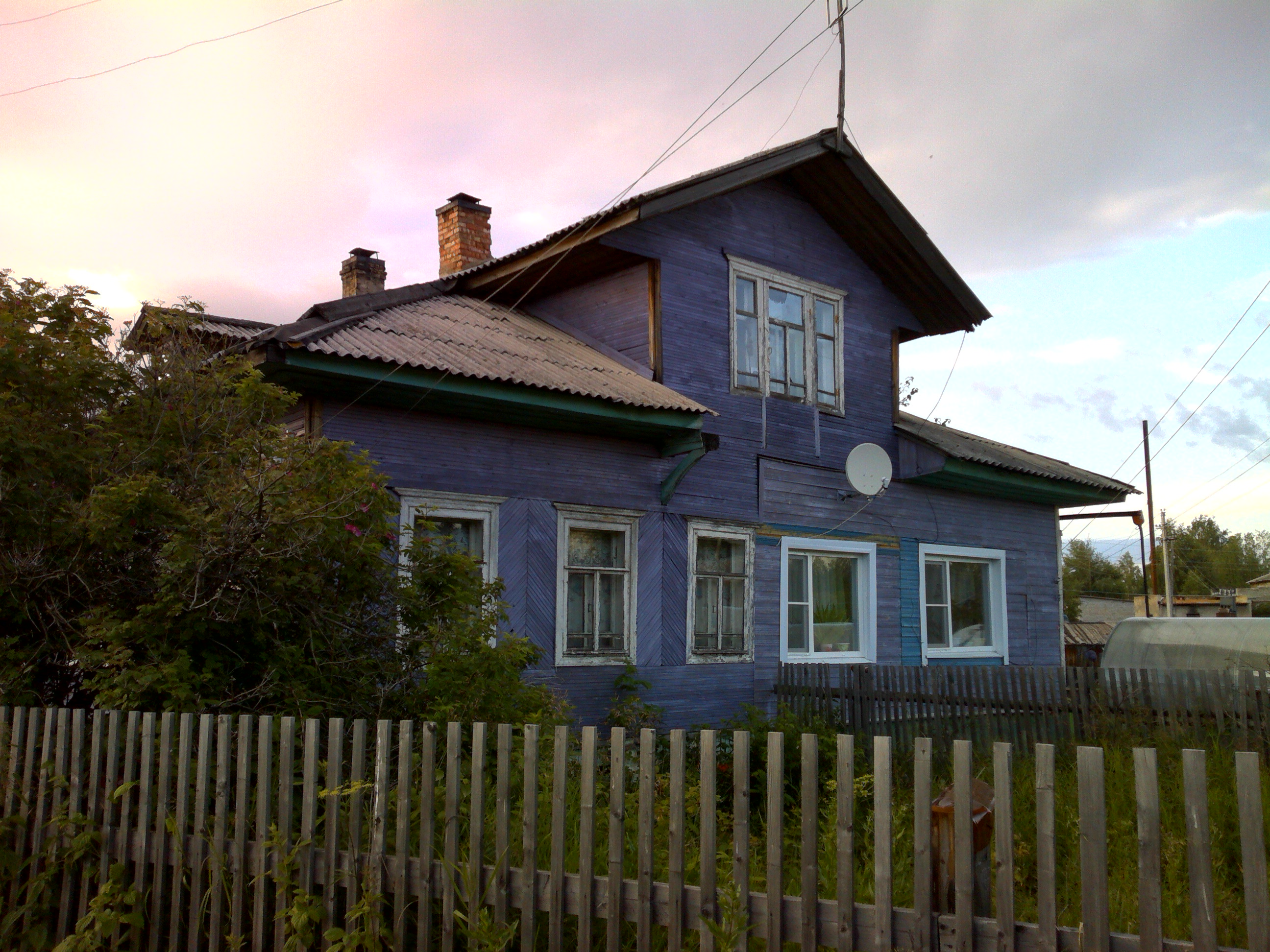
Maison typique
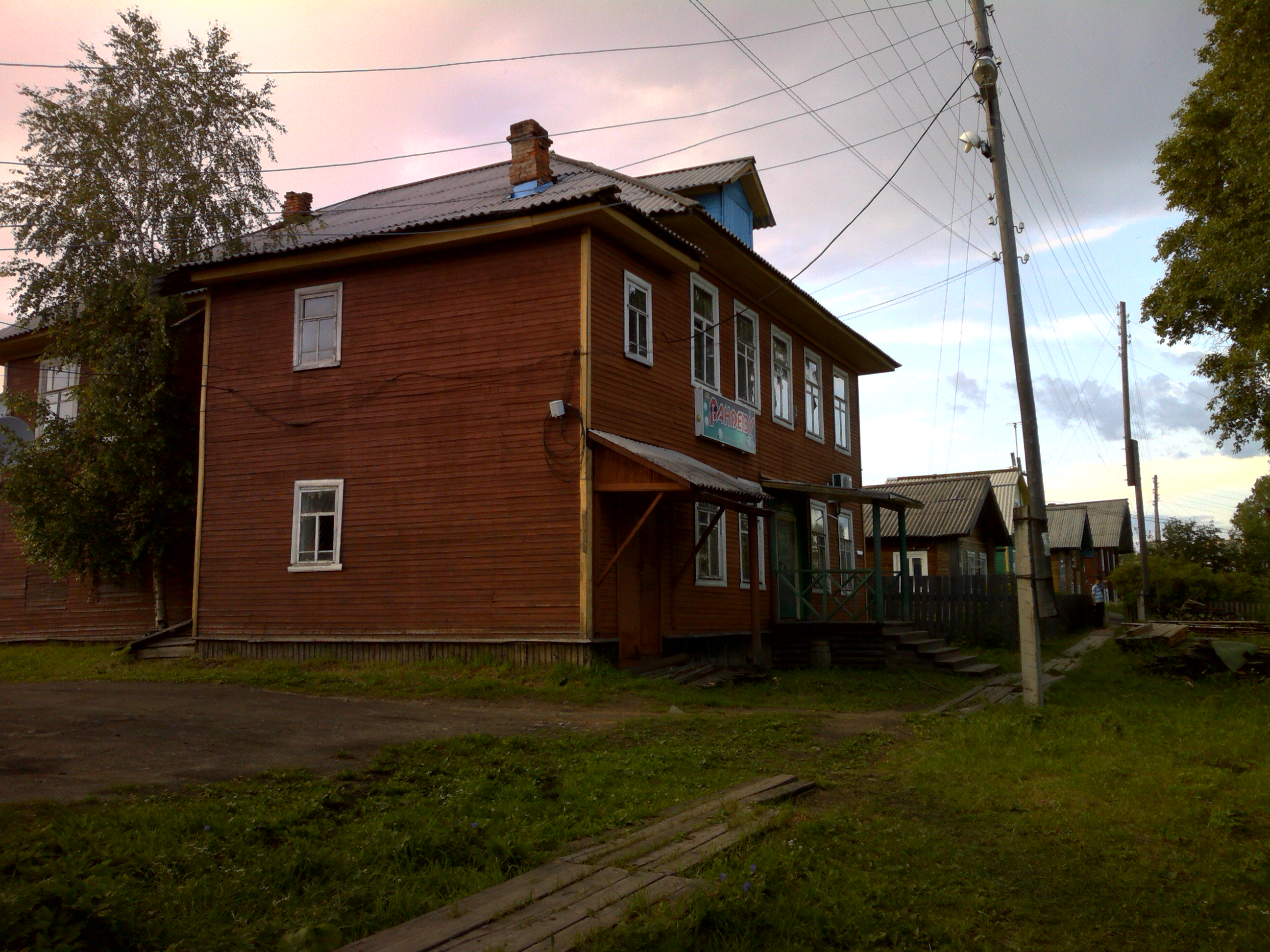
Maisons du village
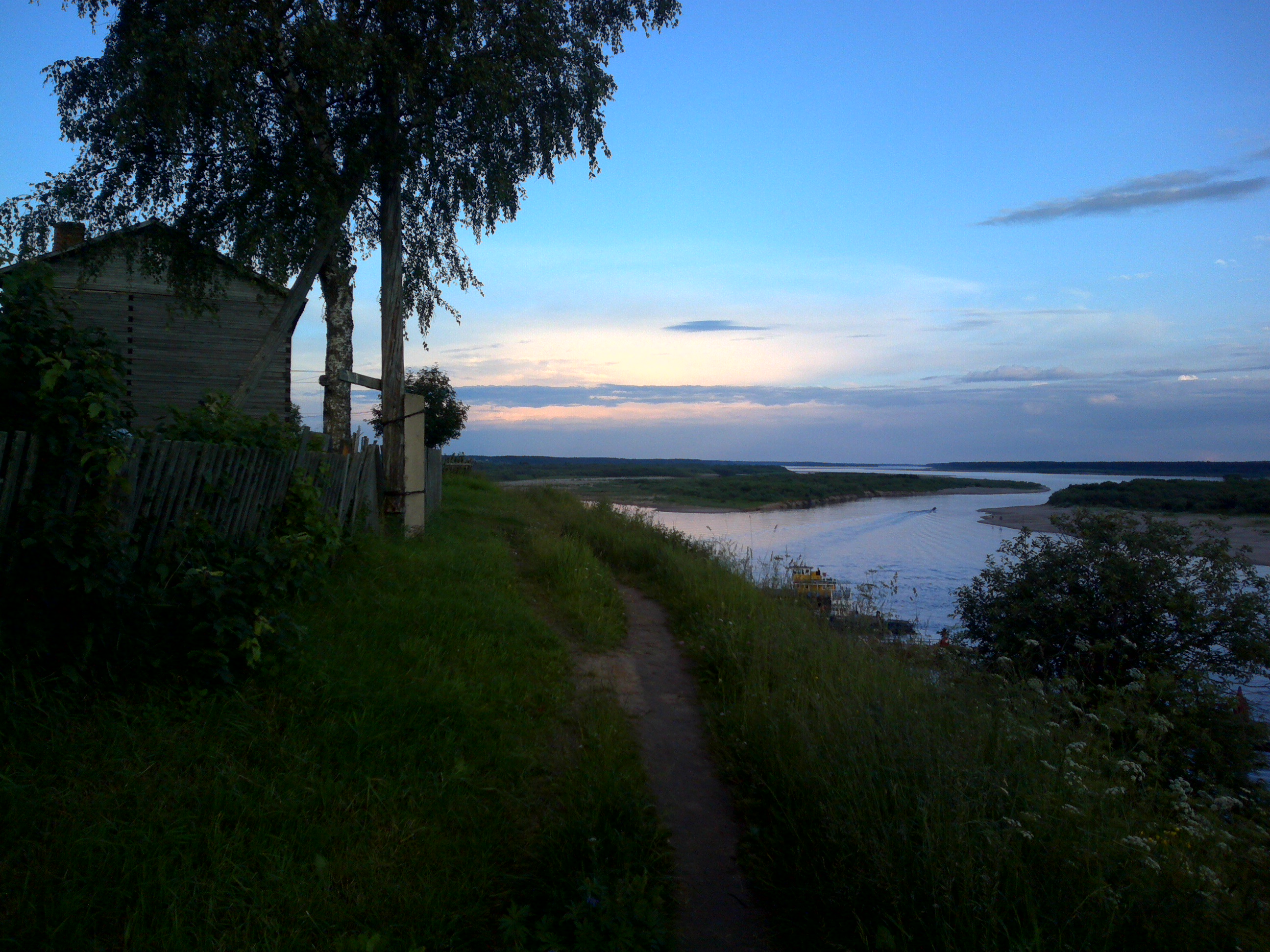
Bords du fleuve